# Consecon Lake
Consecon Lake är en sjö i Kanada.   Den ligger i countyt Prince Edward County och provinsen Ontario, i den sydöstra delen av landet, 210 km sydväst om huvudstaden Ottawa. Consecon Lake ligger 76 meter över havet. Arean är 4,3 kvadratkilometer. Den sträcker sig 1,9 kilometer i nord-sydlig riktning, och 5,7 kilometer i öst-västlig riktning.
Omgivningarna runt Consecon Lake är en mosaik av jordbruksmark och naturlig växtlighet. Runt Consecon Lake är det glesbefolkat, med 13 invånare per kvadratkilometer.